# 小野寺祥太
小野寺 祥太（おのでら しょうた、1994年11月6日 - ）は、岩手県一関市出身のバスケットボール選手である。身長183cm、体重84kgで、ポジションはポイントガード兼シューティングガード。高校卒業後の2013年12月に岩手ビッグブルズと契約し、プロ選手となる。2016-17シーズンまで岩手に在籍し、2017-19シーズンまで秋田ノーザンハピネッツに在籍、2019-20シーズンから前年西地区王者の琉球ゴールデンキングスに所属している。

## 来歴
一関市立萩荘中学校を経て2010年4月に岩手県立盛岡南高等学校へ進学。高校時代はバスケットボール部の主将を務めた。国体選手にも選出された他、U-18男子トップエンデバーに選出されたが怪我で練習に参加出来なかった。
高校卒業後の2013年7月からbjリーグ・岩手ビッグブルズの練習生としてチームに加わり、12月に岩手と選手契約を結んだ。同月14日、地元一関市総合体育館で行われた仙台89ERS戦でbjリーグデビューを果たした。ルーキーシーズンの2013-14シーズンはレギュラーシーズン34試合に出場し、1試合平均2.1得点の記録を残した。
2014-15シーズン、レギュラーシーズン52試合全てに出場、1試合平均5.9得点を挙げた。岩手は創設以来初となるファイナルズ進出を果たした。
2015-16シーズン、48試合に出場し、1試合平均5.4得点。
2016-17シーズン、11月27日の山形ワイヴァンズ戦で11得点を挙げ、この試合の最優秀選手に選ばれた。
2017-18シーズンは秋田ノーザンハピネッツへ移籍した。2017-18シーズンは、終了間際に粘り強く得点することが多く、昇格を果たし、B1プレーヤーとなった。
2019-20シーズンから琉球ゴールデンキングスに所属している。

## 記録
| シーズン | チーム | GP | GS | MPG  | FG%  | 3P%  | FT%  | RPG | APG | SPG | BPG | TO  | PPG |
| -------- | ------ | -- | -- | ---- | ---- | ---- | ---- | --- | --- | --- | --- | --- | --- |
| 2013-14  | 岩手   | 34 | 4  | 9.8  | 36.5 | 16.7 | 66.7 | 0.9 | 0.4 | 0.6 | 0.1 | 0.4 | 2.1 |
| 2014-15  | 岩手   | 52 | 29 | 17.5 | 43.3 | 40.3 | 76.0 | 1.8 | 0.8 | 0.6 | 0.0 | 0.8 | 5.9 |
| 2015-16  | 岩手   | 48 | 24 | 19.6 | 38.9 | 33.8 | 62.9 | 1.9 | 0.9 | 0.8 | 0.1 | 0.8 | 5.4 |
| 2016-17  | 岩手   | 56 | 24 | 24.5 | 34.3 | 28.7 | 72.0 | 2.0 | 1.4 | 0.5 | 0.2 | 1.6 | 7.3 |
| 2017-18  | 秋田   | 56 | 36 | 19.2 | 41.3 | 32.8 | 65.2 | 2.1 | 2.7 | 0.8 | 0.1 | 1.7 | 7.8 |
| 2018-19  | 秋田   |    |    |      |      |      |      |     |     |     |     |     |     |

### プレイオフ
| シーズン | チーム | GP | GS | MPG   | FG%  | 3P%  | FT%  | RPG | APG | SPG | BPG | PPG |
| -------- | ------ | -- | -- | ----- | ---- | ---- | ---- | --- | --- | --- | --- | --- |
| 2017-18  | 秋田   | 5  | 5  | 17.16 | .382 | .333 | .500 | 2.4 | 3.6 | 1.2 | 0   | 6.2 |

## 背番号

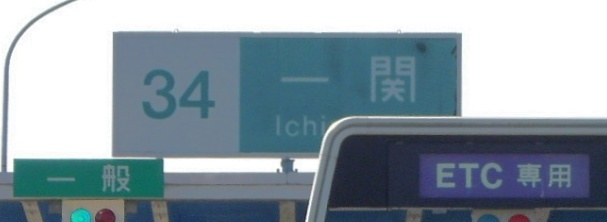

背番号34は、出身地にある一関インターチェンジのIC番号からとっている。